# Șelari
Șelari – wieś w Rumunii, w okręgu Ardżesz, w gminie Valea Mare-Pravăț. W 2011 roku liczyła 366 mieszkańców.